# Dmitrij Abramovič
Dmitrij Vadimirovič Abramovič (in russo Дмитрий Владимирович Абрамович?; traslitterazione anglosassone Dmitry Vladimirovich Abramovich; Krasnojarsk, 30 ottobre 1982) è un bobbista russo.

## Biografia
Compete dal 2003 come pilota per la squadra nazionale russa. Esordì in Coppa del Mondo nel mezzo della stagione 2005/06, il 14 gennaio 2006 a Schönau am Königssee, dove terminò la gara di bob a due al 24º posto. Colse il primo dei suoi due podi il 14 dicembre 2008 a Igls, piazzandosi al 3º posto nel bob a quattro con Filipp Egorov, Andrej Jurkov e Pëtr Moiseev; giunse invece secondo a Park City il 15 novembre 2009, sempre nella gara a quattro e con Egorov, Dmitrij Stëpuškin e Sergej Prudnikov. Detiene quali migliori piazzamenti in classifica generale il dodicesimo posto nel bob a due, il nono nel bob a quattro e l'undicesimo nella combinata maschile, tutti raggiunti nel 2009/10.
A partire dalla stagione 2006/07 iniziò a gareggiare anche in Coppa Europa, circuito in cui raggiunse la terza posizione nella classifica generale della combinata nel 2011/12. Si distinse particolarmente nelle categorie giovanili conquistando cinque medaglie ai mondiali juniores, di cui quattro d'oro: una nel bob a due vinta ad Schönau am Königssee 2009 e tre nel bob quattro conquistate ad Altenberg 2007, a Igls 2008 e a Schönau am Königssee 2009; vinse anche un argento e un bronzo nel bob a due rispettivamente a Igls 2006 e ad Altenberg 2007.
Partecipò alle olimpiadi di Vancouver 2010 classificandosi settimo nel bob a due e nono nella gara a quattro.
Prese inoltre parte a quattro edizioni dei mondiali, totalizzando quali migliori risultati l'ottavo posto nel bob a due ottenuto sia a Sankt Moritz 2007 che a Lake Placid 2009, il quinto nel bob a quattro conseguito sempre a Lake Placid 2009 e il quinto nella competizione a squadre ad Altenberg 2008. Agli europei conta invece due presenze con un undicesimo posto a due e un sesto a quattro entrambi colti a Igls 2010.

## Palmarès

### Mondiali juniores
- 6 medaglie:
  - 4 ori (bob a due ad Altenberg 2007; bob a quattro a Igls 2008; bob a due, bob a quattro a Schönau am Königssee 2009);
  - 1 argento (bob a due a Igls 2006);
  - 1 bronzo (bob a due ad Altenberg 2007).

### Coppa del Mondo
- Miglior piazzamento in classifica generale nel bob a due: 12° nel 2009/10;
- Miglior piazzamento in classifica generale nel bob a quattro; 9° nel 2009/10;
- Miglior piazzamento in classifica generale nella combinata: 11° nel 2009/10.
- 2 podi (tutti nel bob a quattro):
  - 1 secondo posto;
  - 1 terzo posto.

### Campionati russi
- 8 medaglie[1]:
  - 3 ori (bob a due nel 2008; bob a due, bob a quattro nel 2009);
  - 1 argento (bob a due nel 2012);
  - 4 bronzi (bob a quattro nel 2012; bob a due, bob a quattro nel 2014; bob a due nel 2015).

### Circuiti minori

#### Coppa Europa
- Miglior piazzamento in classifica generale nel bob a due: 4° nel 2008/09 e nel 2011/12;
- Miglior piazzamento in classifica generale nel bob a quattro; 4° nel 2008/09;
- Miglior piazzamento in classifica generale nella combinata: 3° nel 2011/12;
- 20 podi (9 nel bob a due, 11 nel bob a quattro):
  - 9 vittorie (2 nel bob a due, 7 nel bob a quattro);
  - 7 secondi posti (5 nel bob a due, 2 nel bob a quattro);.
  - 4 terzi posti (2 nel bob a due, 2 nel bob a quattro).